# Aeroporto Internacional Francisco Bangoy
Aeroporto Internacional Francisco Bangoy também conhecido como Aeroporto Internacional de Davao (código IATA: DVO, código OACI: RPMD), é o principal aeroporto que serve a Dávao nas Filipinas. É o aeroporto mais conhecido da ilha de Mindanao e o terceiro mais ativo das Filipinas. O aeroporto tem uma única pista de 3.000 metros.
Um novo terminal substitui os terminais do aeroporto anterior, que se encontram justamente no outro lado, no manejo de voos nacionais e internacionais que operam desde e para Davao. A moderna instalação está desenhada para manejar aproximadamente 2 milhões de passageiros ao ano e 84,600 toneladas métricas de carga ao ano. A capacidade adicional também se complementa com as últimas equipes de navegação, segurança e manejo de bagagem.
A modernização das instalações aeroportuárias tem como objetivo consolidar o Davao como um centro para o turismo e o investimento estrangeiro na região. O desenvolvimento foi financiado por um empréstimo de quarenta milhões de dólares do Banco Asiático de Desenvolvimento, cofinanciado pelo  Banco Europeu de Investimentos por vinte e cinco milhões de ECUs, e mediante fundos orçamentários atribuídos pelo governo. O custo total do projeto chegou a $ 128 milhões.
Após quase uma década, o novo terminal inaugurou-se finalmente a 2 de dezembro de 2003. A construção inicial começou em 2000, enquanto os planos de construção anunciaram-se em 1992.
Em 12 de novembro de 2007, Cebu Pacific anunciou este aeroporto como seu terceiro hub.

## História

Edifícios terminais antigos, projetados por Leandro Locsin, que estavam em uso até 2003. O prédio ainda existe.

O Aeroporto Internacional Francisco Bangoy começou a operar na década de 1940 com uma doação de terras em Barangay Sasa, localizada no distrito de Buhangin na cidade de Davao, por Dom Francisco Bangoy, o patriarca de uma família influente que mais tarde se desempenhou como congressista da cidade. No momento em que começou a operar, o aeroporto consistia simplesmente numa pista de grama sem pavimentar de 1.200 metros e quonset hut s que funcionava como edifícios terminais. Nesse momento, e durante grande parte da década de 1940 e 1950, tanto Philippine Airlines como a Força Aérea de Filipinas prestaram serviço aéreo à cidade.
Em 1959, o complexo consistia numa pequena torre de controle e vários edifícios de pouca altura. O direito de passagem e o acesso aos edifícios do terminal e o aeroporto melhoraram-se mediante a doação de terras por parte de Paciano Bangoy durante as últimas etapas de seu mandato como governador. Em 1980 construiu-se um novo terminal desenhado pelo arquitecto filipino Leandro Locsin, com uma capacidade de um milhão de passageiros, e a pista estendeu-se progressivamente desde sua longitude original de 1.200 metros a seu actual 3.000 metros. Ambos projectos foram financiados durante o mandato do então congressista Manuel García, cujo distrito congresional cobre o perímetro do aeroporto.[carece de fontes?]
O rápido crescimento do aeroporto precipitou a construção de terminais internacionais provisórios junto ao terminal existente do aeroporto, e depois, finalmente, um novo edifício terminal maior que consolidaria os dois terminais existentes. No planejamento desde 1992, a construção começou em 2000 e posteriormente inaugurou-se o 2 de dezembro de 2003, com uma capacidade dupla que a do antigo terminal do aeroporto. A construção do novo edifício foi financiada pelo Asiatico Banco de Desenvolvimento e o Europeu Banco de Investimentos. O avião maior para aterrar no Aeroporto Internacional Francisco Bangoy é o Antonov An-124 Ruslan (número de registro UR-82027), está facto para entregar o fuselaje do danificado Cebu Pacific Airbus A320 que ultrapassou a pista durante uma forte chuva desde o 2 de junho de 2013.[carece de fontes?]
Em junho de 2015, a Autoridade de Desenvolvimento de Mindanao planejou converter o terminal do aeroporto de 1980-2003 num museu comercial e cultural. Os planos ainda estão em estudo.[carece de fontes?]

## Estrutura

### Terminal

Interior do aeroporto

O terminal de passageiros P2.7 bilihões é um edifício inspirado na arquitetura malaia que é quatro vezes maior que o antigo terminal. Está totalmente informatizado, é mais seguro e tem mais espaços comerciais para concessionários em aproximadamente 9,000 metros quadrados de área bruta locativa. Tem quatro unidades de pontes de jet para passageiros. Também tem um sistema de visualização de informação de voo e um sistema de circuito fechado de televisão que complementa o sistema de segurança do terminal.[carece de fontes?]
O terminal conta com 14 contadores de check-in nacionais e 14 internacionais que podem manejar um fluxo constante de tráfico de passageiros. Os balcões de faturação estão equipados com balanças e transportadores eletrônicos e seu sistema de manejo de bagagem também está informatizado.Também tem 2 áreas de chegada, para nacionais e internacionais com 2 transportadores de bagagem cada um.O edifício do terminal de carga cobre quase 5,580 metros quadrados e pode manejar até 84,600 toneladas métricas de carga ao ano.[carece de fontes?]

### Pista
O aeroporto tem uma pista de 3.000 metros de comprimento por 45 m de largura que pode manejar aeronaves de fuselagem compridas como o Airbus A330, the Airbus A340, Airbus A350, Boeing 737 Next Generation, Boeing 747, Boeing 757, Boeing 767-200, Boeing 767-200ER, Boeing 767-300, Boeing 767-300ER, Boeing 767-300F, Boeing 777, and Boeing 787 Dreamliner. A instalação de um novo sistema de aterragem por instrumentos (ILS) para as pistas 05 e 23 melhorou sua conformidade com a categoria operativa de Organização Internacional de Aviação Civil (ICAO) categoria de aproximação de precisão 1. Pode acomodar 8-10 aterragens de aeronaves por hora, dependendo do tamanho e tem o equivalente de 9 áreas de espera para essas aeronaves. O aeroporto também tem 2 ruas de acesso duplo. Os táxis A3 e A4 utilizam-se para acessar a nova rampa e terminal; as ruas de rodagem B e C utilizam-se para acessar a antiga rampa do aeroporto.
O avião maior para aterrar no Aeroporto Internacional Francisco Bangoy é um Antonov An-124. O Antonov An-124 é o quarto avião maior do mundo, junto ao Boeing 747-8.

### Outras Estruturas
Além do edifício principal do terminal, também há novas instalações de apoio como o Edifício de Administração, o Edifício de Manutenção de Aeródromos, o Edifício Central de Planta, o Hangar para Forças Armadas e o avião de treinamento e o Edifício de Incêndios/Choques/Resgate. Tem um área de estacionamento para 688 ranhuras e 4 espaços para autocarros lanzadera. Tem um modo de espera de 3 - megavatios gerador de potência.[carece de fontes?]

## Desenvolvimento Futuro
O Departamento de Turismo emitiu um Plano de Desenvolvimento Turístico das Filipinas, que inclui o Aeroporto Internacional de Davao:

### Projeto 4: Atualização
Este projeto compreende as seguintes tarefas:
- Descongestionar imediatamente a capacidade de manejo de passageiros na área de saída existente, racionalizando o escritório e o espaço comercial para aumentar o número de balcões de faturamento e espaços de espera. Ao redor de 40 balcões de check-in. Implementando o plano mestre para expandir o terminal internacional por 10 portas e dedicar 10 portas para operações aéreas nacionais.[carece de fontes?]
- Em janeiro de 2017, começou a licitação para a Reabilitação e Expansão do Aeroporto Internacional de Davao. Inclui a construção de um novo terminal de passageiros e uma segunda pista em consideração. Em 22 de maio de 2017, Sec. Tugade decidiu que os fundos serão de Overseas Development Assistance (ODA).[carece de fontes?]

## Incidentes
- Em 19 de abril de 2000, o Air Philippines Flight 541, um Boeing 737-200 em rota desde Manila a Davao se caiu perto do aeroporto matando as 131 pessoas.[5][6]
- Em 4 de março de 2003, uma bomba estourou no galpão de espera afora do antigo edifício do terminal, matando as 21 pessoas. Ao menos outras 145 pessoas restaram feridas quando estourou a bomba.[7]
- Na noite de 25 de agosto de 2008, uma aeronave da Força Aérea de Filipinas, Hércules C-130 com destino a Cidade de Iloilo se chocou contra o Golfo Davao pouco depois de decolar do Aeroporto Internacional de Davao. O avião afundou-se 800 pés no golfo. O incidente matou nove membros da tripulação mais dois soldados do Exército de Filipinas.[8][9] Após vários dias de uma operação de busca e recuperação, os restos foram encontrados com a ajuda de um navio da Armada estadounidense, o USNS  John McDonnell .
- [10]
- Em 2 de junho de 2013, um voo Cebu Pacific 971 (número de registro RP-C3266) que transportava 165 passageiros desde Manila, se sobrepôs à pista durante uma forte chuva. Não teve vítimas, no entanto, o avião sofreu graves danos.[11] O avião danificado transladou-se ao antigo terminal do aeroporto para a investigação e a separação.